# Лауэнфёрде
Лауэнфёрде (нем. Lauenförde) — община в Германии, в земле Нижняя Саксония.
Входит в состав района Хольцминден. Подчиняется управлению Боффцен. Население составляет 2513 человек (на 31 декабря 2010 года). Занимает площадь 17 км².
Коммуна подразделяется на 2 сельских округа.
| Год  | Население |
| ---- | --------- |
| 1990 | 2686      |
| 1995 | 2751      |
| 2000 | 2700      |
| 2005 | 2670      |
| 2010 | 2517      |